# Zacisze (Nowa Sól)
Pour les articles homonymes, voir Zacisze.
Zacisze (prononciation : [zaˈt͡ɕiʂɛ]) est une localité polonaise de la gmina de Kolsko dans le powiat de Nowa Sól de la voïvodie de Lubusz dans l'ouest de la Pologne.
Elle se situe à environ 5 kilomètres au nord de Kolsko (siège de la gmina), 28 kilomètres au nord-est de Nowa Sól (siège du powiat) et 33 kilomètres à l'est de Zielona Góra (siège de la diétine régionale).

## Histoire
Au cours du deuxième partage de la Pologne en 1793, le territoire de la localité est annexé par le Royaume de Prusse sous le nom de Hatha. (voir Évolution territoriale de la Pologne)
Après la Seconde Guerre mondiale, avec la mise en œuvre de la ligne Oder-Neisse, la localité retourne à la République populaire de Pologne. La population d'origine allemande est expulsée et remplacée par des polonais.
De 1975 à 1998, la localité appartenait administrativement à la voïvodie de Zielona Góra.

Depuis 1999, elle appartient administrativement à la voïvodie de Lubusz